# Bondage Fairies (группа)
Bondage Fairies — шведская группа, образованная в 2005 году. Основана музыкантами Элвисом Крипом (англ. Elvis Creep) и Деусом Децептором (англ. Deus Deceptor). Название было позаимствовано из одноимённой порнографической манги о феях. Участники группы облачены в маски. Сами музыканты определяют свой стиль как «electropunk oldschool». Группа неоднократно совершала туры по Европе и России.

## История

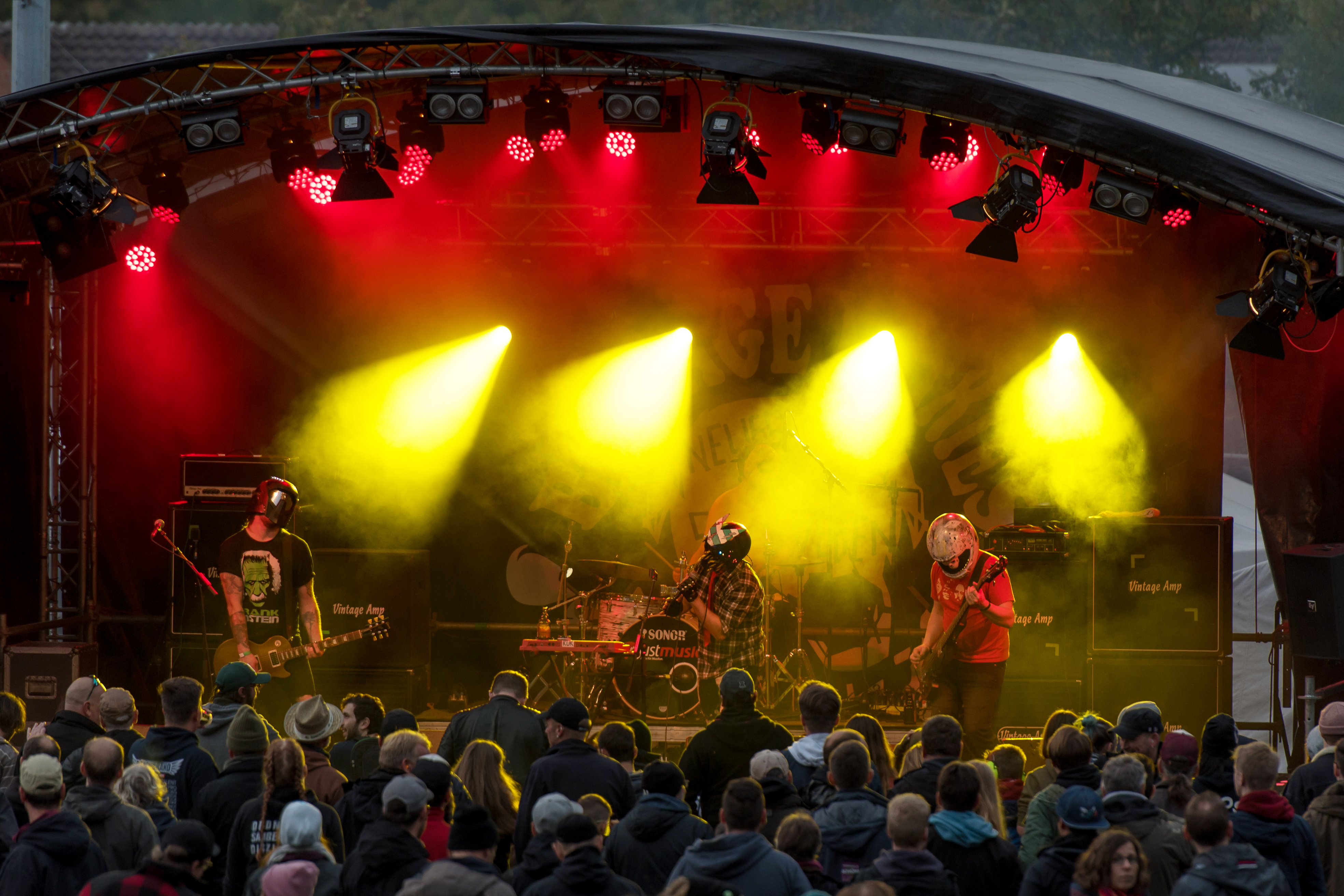
Bondage Fairies в 2017.

Элвис Крип и Деус Децептор основали Bondage Fairies 2005 в Стокгольме. В том же году они выпустили свой первый сингл He-Man на виниле. 20 января 2006 года на Lobotom Records был выпущен ее первый альбом «What You Didn't Know When You Hired Me». В 2008 году вышел сингл Garbage Indiebands, который был включен в их второй альбом «Cheap Italian Wine», выпущенный 8 сентября 2009 года на Lobotom Records.
Третий сингл 1-0 был выпущен 8 апреля 2011 года на Audiolith Records исключительно для скачивания в формате MP3, вместе с ним также был выпущен ремикс от Der Tante Renate на песню nv4.dll и акустическую версию Forget the Image, I Got a Heart. В дополнение к этому синглу, первое официальное музыкальное видео группы было снято в Гамбурге.. В 2011 году в состав группы вошел Drummer Boy; Некоторое время спустя в группу был принят четвертый участник, Bee Bee Prime, который выполняет роль гитариста. После выпуска еще одного сингла (Fantasy Outfit) на SoundCloud 23 декабря 2011 года, Bondage Fairies выпустили свой третий альбом 20 января 2012 года.
Среди прочего, благодаря многочисленным концертам, которые представляли собой своеобразные сценические шоу, группа создала значительную фан-базу, особенно в некоторых странах Восточной Европы, а также в Германии и США. Участники группы носят самодельные маски на фотографиях и сцене.
20 июля 2017 года вышел клип на песню "Satan you and me, pt. II", снятый Иваном Чеховым в Екатеринбурге. В клипе снялись российские актёры.
21 июля 2017 года вышел новый альбом Alfa Gaga Cp Wifi.	

### Стиль музыки
Особенностью Bondage Fairies являются быстрые гитарные риффы, подкрепленные электронно-сгенерированными мелодиями, напоминающими звук звукового чипа компьютеров C64. Часто также используются образцы речи. За исключением Gay Wedding, записанной практически полностью без электронных элементов, ударные на первых двух альбомах составлены исключительно электронным способом, в то время как для третьего альбома ударные были в основном записаны в студии.

### Тексты песен

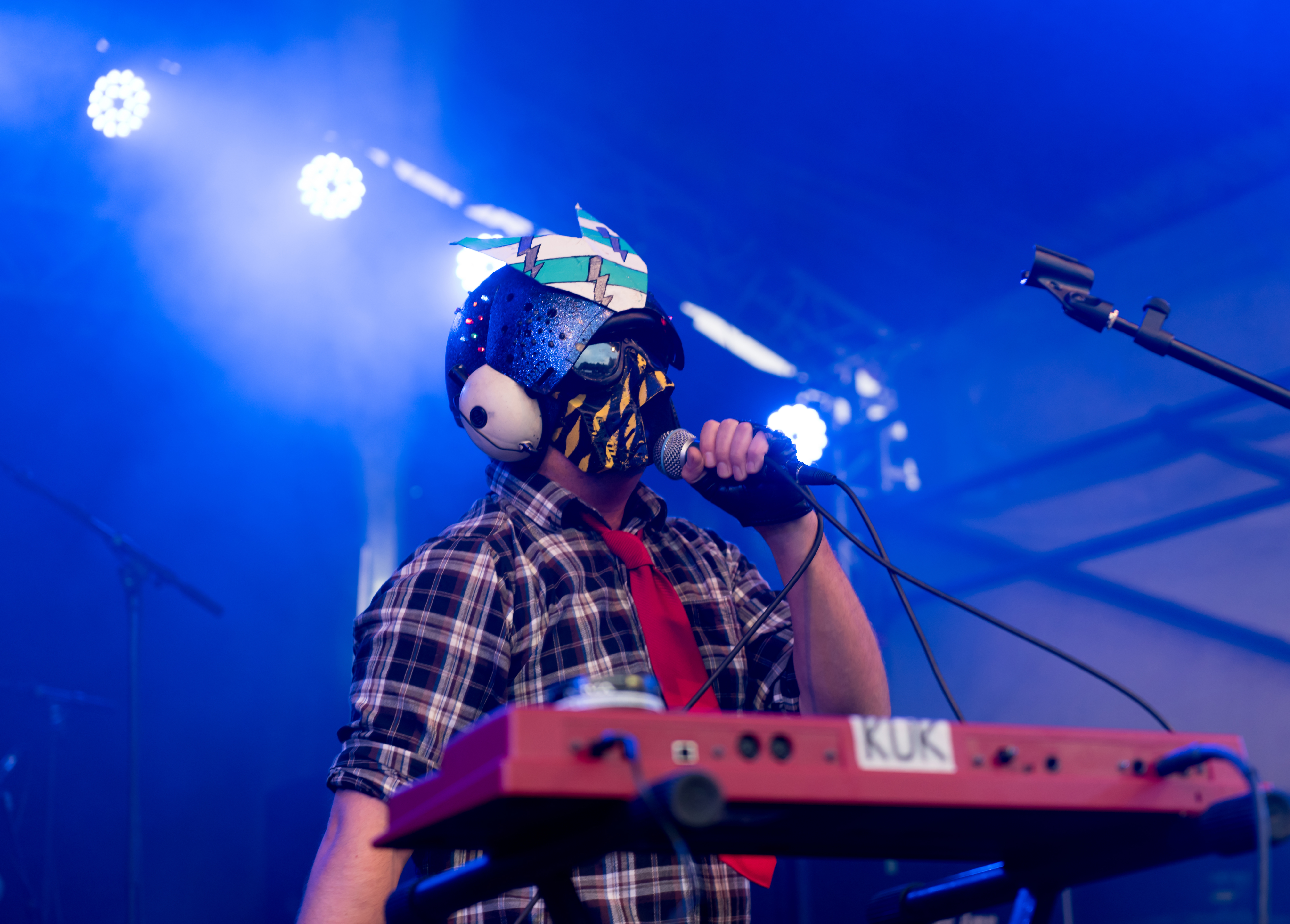
Элвис Крип.

Все тексты сочиняет Элвис Крип. Многие песни посвящены его личной жизни («Forget the Image I Got a Heart», «Morphine») и тривиальным вещам («He-Man», «nv4.dll»). Иногда, однако, также рассматриваются политические вопросы («Gay Wedding», «Twenty Twelve»), хотя группа говорит, что они предпочитают разделять музыку и политику. Зачастую тексты песен очень короткие. Так же есть множество инструментальных композиций («I Eat Children», «I’m to Her What She Used to Be to Me», «Aachen», «Essen»).

## Дискография
Группа издаётся на лейбле Audiolith

### Студийные альбомы[6]
| Название                                           | Дата релиза         |
| -------------------------------------------------- | ------------------- |
| What You Didn’t Know When You Hired Me (CD, Vinyl) | 7 февраля 2006 года |
| Cheap Italian Wine (Digipack)                      | 8 мая 2009 года     |
| Bondage Fairies (CD, Vinyl)                        | 20 января 2012 года |
| Alfa Gaga Cp Wifi                                  | 21 июля 2017 года   |

### EP и синглы[6]
| Название                       | Дата релиза          |
| ------------------------------ | -------------------- |
| He-Man (Vinyl 7’‘)             | 2005 год             |
| Garbage Indiebands (Vinyl 7’‘) | 2008 год             |
| 1-0 (Digital release only)     | 8 апреля 2011 года   |
| Fantasy Outfit (single)        | 23 декабря 2011 года |
| Satan You And Me (single)      | 27 сентября 2013     |
| Head On                        | 18 октября 2013      |